# Always Outnumbered, Never Outgunned
Always Outnumbered, Never Outgunned is een album van de Britse dancegroep The Prodigy. Het album kwam uit op 23 augustus 2004 in het Verenigd Koninkrijk en op 15 september 2004 in de Verenigde Staten. Het is het eerste studioalbum van The Prodigy na The Fat of the Land.
The Prodigy speelde met dit moeizaam tot stand gekomen album in op de populariteit van de elektropunk. AONO is weer wat meer loopgericht al zijn de meeste Prodigy-invloeden te herkennen van Fat of the land. Het album bevat dezelfde duistere en mysterieuze sfeer en het geluid is al even bot en lomp. Het album slaat hard binnen met Spitfire en kent hoogtepunten als Hotride, Action Radar, Phoenix en The Way it is. Te gast zijn onder andere Juliette Lewis, Kool Keith en Liam Galagher.
The Prodigy bandlid Liam Howlett zei over dit album dat het mensen doet denken aan wat The Prodigy betekent, de beats en de muziek. Hij wilde dat de zang op dit album als extra werd beschouwd en niet als belangrijkste zoals het bij The Fat of the Land het geval was.
Van de drie The Prodigy leden, is alleen Liam Howlett muzikaal aanwezig.
Het album stond op #1 in de Britse album hitlijsten maar stond daar niet lang omdat er geen grote hits waren.
Het complete album was al uitgelekt op Internet in mid-juli van 2004.

## Nummers
1. "Spitfire" - 5:07
2. "Girls" - 4:06
3. "Memphis Bells" - 4:28
4. "Get Up Get Off" - 4:19
5. "Hotride" - 4:35
6. "Wake Up Call" - 4:55
7. "Action Radar" - 5:32
8. "Medusa's Path" - 6:08
9. "Phoenix" - 4:38
10. "You Will Be Under My Wheels" - 3:56
11. "The Way It Is" - 5:45
12. "Shoot Down" - 4:28

## Informatie
- Spitfire:

Zang: Juliette Lewis
- Girls:

Zang bijdrage: The Magnificent Ping Pong Bitches

Samples van "Style Of The Street", Broken Glass en "You're The One For Me", D Train
- Memphis Bells:

Zang bijdrage: Princess Superstar
- Get Up Get Off:

Zang geschreven door Twista, Shahin Badar en Juliette Lewis

Mede geproduceerd door Dave Pemberton
- Hotride

Zang geschreven door Juliette Lewis

Gitaar gespeeld door Scott Donaldson

Achtergrondzang door Hanna Robinson

Basgitaar gespeeld door Liam Howlett

- Wake Up Call

Zang geschreven door Kool Keith

Bijzang door Louise Boone en Hanna Robinson

Freaking Flute door Jim Hunt

- Action Radar

Zang geschreven door Paul 'Dirtcandy' Jackson

Bijzang door Louise Boone

Gitaar gespeeld door Mike Horner en Liam Howlett

- Medusa's Path

Samples van "ELAHAYE Naz", Rooholah Khaleghi/Gholamhossein Banan en "Plastic Dreams (Hohner Retro Mix)", Jaydee/Robin Albers
- Phoenix

Zang door Louise Boone

Gitaar gespeeld door Matt Robertson

Samples van "Love Buzz", Shocking Blue/Robert Van Leeuwen
- You Will Be Under My Wheels

Zang door Kool Keith

Gitaar gespeeld door Jim Davies en Liam Howlett

- The Way It Is

Zang door Louise Boone en Neil Maclellan

- Shoot Down

Zang geschreven door Liam Gallagher

Bas gespeeld door Noel Gallagher en Liam Howlett

Gitaar gespeeld door Mike Horner en Liam Howlett

Samples van "My Word Fell Down", Saggitarius

## Singles
Van dit album komen de singles Girls/Memphis Bells, Girls, Hotride en Spitfire.